# Banjong Pisanthanakun
Bangjong Pisanthanakun (tailandès บรรจง ปิสัญธนะกูล) és un cineasta, director de cinema i guionista tailandès. Amb Parkpoom Wongpoom, va codirigir i coescribió les pel·lícules de terror Shutter i Alone (2007).

## Biografia
Bangjong Pisanthankun es va graduar el 1999 a la Universitat de Chulalongkorn en Bangkok, on es va especialitzar en cinema. També ha dirigit un curtmetratge, PLAE Kao, que va ser finalista a la millor pel·lícula i millor guió en la comèdia Clic Radio en la competència de curtmetratges en 2000.
A continuació va escriure i va dirigir Colorblind, un curtmetratge que ha estat exhibit en festivals de cinema, entre ells el de Curtmetratges de Tailàndia i Vídeo Festival, el Simposi de Cinema Asiàtic, Raindance, Asiexpo a Lió, França, Toronto Reel d'Àsia, Puchon Festival Internacional de Cinema Fantàstic i el San Francisco Asian American Festival Internacional de Cinema.
Ha treballat com a crític de cinema a Starpics, una pel·lícula tailandesa popular revista d'entreteniment, així com assistent de direcció per a comercials de televisió.

## Llargmetratges
El primer llargmetratge de Bangjong, Shutter, va ser codirigida i coescrita amb Parkpoom Wongpoom. Amb una història d'imatges fantasma en les fotografies i un fotògraf turmentat (interpretat per Ananda Everingham), la pel·lícula va ser el major èxit de l'oficina a Tailàndia quadro d'aquest any, i va anar també un èxit a Singapur, Malàisia, Filipines i el Brasil.
Els dos es van unir de nou en 2007 per Mai Estem Sols, que també va ser un èxit de taquilla i es va exhibir en diversos festivals de cinema, incloent-hi el 2007 Festival Internacional de Cinema de Bangkok, on estava en la competència per Millor Pel·lícula de l'ASEAN. La seva pel·lícula de 2013 Pee Mak es va convertir en la pel·lícula més taquillera de Tailàndia de tots els temps i va ser la primera pel·lícula tailandesa que es va projectar a tots els països del sud-est asiàtic.

## Filmografis

### Llargmetratges
- Shutter (2004)
- Alone (2007)
- 4bia (segment: "The Man In The Middle") (2008)
- Phobia 2 (segment: "In the End") (2009)
- Kuan muen ho (2010)
- The ABCs of Death (segment: "N is for Nuptials") (2012)
- Pee Mak (2013)
- One Day (2016)[4]
- The Medium (2021)

### Curtmetratges
- Plao Kao (8 minutes, 2000)
- Colorblind (13 minutes, 2002)